# Október 10.
Október 10. az év 283. (szökőévben 284.) napja a Gergely-naptár szerint. Az évből még 82 nap van hátra.
Névnapok: Gedeon + Bendegúz, Dániel, Daniló, Dános, Ferenc, Gede, Gedő, Gida, Glenn, Hajna, Lajos, Leó, Leon, Lionel, Samu, Sámuel

## Események
- 0680 – Huszajn imám és családja lemészárlása a kerbelai csatában
- 0732 – A poitiers-i csatában Martell Károly frank majordomus serege megállítja az arabok betörését.
- 1307 – A rákosi gyűlés Károly Róbertet ismeri el magyar királynak.
- 1631 – A szászok elfoglalják Prágát.
- 1704 – (Vak) Bottyán János ezredes hűséget esküszik II. Rákóczi Ferencnek.
- 1717 – A száműzött II. Rákóczi Ferenc partra száll Gallipoliban (Gelibolu, Törökország).
- 1794 – A maciejowicei csatában az orosz csapatok legyőzik a Tadeusz Kościuszko vezette lengyel hadakat.[1]
- 1810 – A berlini Humboldt Egyetem alapító szenátusi ülése.
- 1846 – William Lassell felfedezi a Neptunusz holdját, a Tritont.
- 1846 – II. Izabella spanyol királynő feleségül megy elsőfokú unokatestvéréhez, Bourbon Assisi Ferenc cádizi herceghez.
- 1851 – Ferenc József császár és király kinevezi Habsburg–Tescheni Albert főherceget Magyarország katonai és polgári kormányzójává.
- 1865 – John Wesley Hyatt szabadalmaztatja a biliárdgolyót.
- 1903 – Megnyitják a (régi) Erzsébet hidat Budapesten.
- 1907 – Az MSZDP az általános titkos választójog követelésével általános sztrájkot hirdet. 200 ezer ember sztrájkol, ebből 100 ezer Budapesten és környékén. A megmozdulás „vörös csütörtök”-ként vált emlékezetessé.
- 1911 – Kínában a polgári forradalom megdönti az utolsó mandzsu császár, Pu Ji uralmát.
- 1913 – A Panama-csatorna építése befejeződik, üzembe helyezik a Gamboa duzzasztógátat.
- 1919 – Kínában Szun Jat-szen újjáalakítja a Kuomintangot Csungkuo Kuomintang néven.
- 1923 – Cao Kunt az általa lefizetett Kínai Nemzetgyűlés a Kínai Köztársaság elnökévé választja.
- 1932 – Magyarországon feloldják a statáriumot.
- 1933 – Megjelenik az amerikai piacon a Dreft, a világ első szintetikus tisztítószere.
- 1935 – Bemutatják George Gershwin „Porgy és Bess” c .operáját a Broadway-n.
- 1939 – Szovjetunió és Litvánia kölcsönös segítségnyújtási egyezményt kötnek. A Szovjetunió átengedi Vilnát Litvániának.
- 1943 – Spanyolország hazarendeli a Kék Hadosztályt az orosz frontról
- 1944 – A Kommunisták Magyarországi Pártja és a Magyarországi Szociáldemokrata Párt vezetői Budapesten – illegalitásban – egységfront-megállapodást írnak alá.*
- 1957 – A cumbriai Sellafield nukleáris erőmű 1. blokkját tűz pusztítja el, ennek nyomán radioaktív jód-131 izotóp kerül a levegőbe. A súlyos, (mintegy 750 terabecquerel mértékű) rádióaktív környezetszennyezést azóta is csak az 1986-os csernobili baleset súlyossága múlta felül.
- 1961 – A Szovjetunióban befejeződik az 5500 km hosszú transzszibériai vasút villamosítása.
- 1963 – Aláírják a légköri nukleáris robbantás kísérletét tiltó egyezményt.
- 1964 – Tokióban megnyitják a nyári olimpiai játékokat.
- 1970 – A Fidzsi-szigetek függetlenné válik.
- 1976 – A 98 éves görög Dimitrion Yordanidis lefutja a maratoni távot 7 óra 33 perc alatt, így ő lesz a legidősebb ember, aki valaha végigfutotta ezt a versenyt.
- 1979 – A Panamai Köztársaság szerződést köt az Egyesült Államokkal, mely szerint a Csatorna feletti ellenőrzés 20 év múlva (1999-ben) Panamára száll át.
- 1981 – Kairóban eltemetik a meggyilkolt Anvar Szadat elnököt.
- 1983
  - Az izraeli Kneszet 60-53 arányban Jichák Sámírt választja államfőnek.
  - A szovjet Venyera–15 űrszonda megkezdi a Vénusz felszínének radartérképezését.
- 1986 – Lemond Simón Peresz izraeli miniszterelnök.
- 1986 – Gerold von Braunmühl német külügyminisztériumi osztályvezetőt lakása előtt agyonlövi a Vörös Hadsereg Frakció.
- 1987 – A Fidzsi-szigetek új államformája: köztársaság.
- 1988 - A lélek hosszú, sötét teadélutánja c. könyv eredeti megjelenése az Egyesült Királyságban.
- 2002 – Irodalmi Nobel-díjat kap Kertész Imre.
- 2005 – Megkezdődnek az EU és Szerbia-Montenegró között a tárgyalások a stabilizációs és társulási egyezményről (SAA).[2]
- 2007 – A korrupciós botrányba keveredő Decebal Traian Remeş román mezőgazdasági miniszter benyújtja lemondását.

## Sportesemények
Formula–1
- 1976 –  amerikai nagydíj - Kelet, Watkins Glen - Győztes: James Hunt  (McLaren Ford)
- 2004 –  japán nagydíj, Suzuka - Győztes: Michael Schumacher  (Ferrari)
- 2010 –  japán nagydíj, Suzuka - Győztes: Sebastian Vettel  (Red Bull Racing Renault)

## Születések
- 1424 – I. Ulászló magyar király, III. Ulászló néven lengyel király († 1444, a várnai csatában)
- 1684 – Jean-Antoine Watteau francia festőművész († 1721)
- 1731 – Henry Cavendish angol fizikus, kémikus († 1810)
- 1775 – idősebb Bene Ferenc orvos († 1858)
- 1809 – Flór Ferenc az 1848-as szabadságharcban a honvédorvosi kar vezetője, a „legmagyarabb magyar orvos” († 1871)
- 1812 – Garay János magyar költő, szerkesztő († 1853)
- 1813 – Giuseppe Verdi olasz zeneszerző († 1901)
- 1814 – Meszlényi Jenő honvédtiszt, Kossuth Lajos sógora († 1900)
- 1834 – Aleksis Kivi, svéd származású, finn író, a finn nyelvű irodalom egyik megteremtője († 1872)
- 1855 – Hirmann Ferenc ércöntő gyáriparos († 1939)
- 1858 – Prohászka Ottokár magyar püspök, író, az MTA tagja († 1927)
- 1861 – Fridtjof Nansen norvég sarkkutató, a "Fram" hajó parancsnoka († 1930)
- 1863 – Vlagyimir Afanaszjevics Obrucsev orosz geológus, geográfus, felfedező, író (Utazás Plutóniába) († 1956)
- 1878 – Julier Ferenc katonatiszt, 1919-ben vezérkari főnök, katonai szakíró († 1944)
- 1881 – Kittenberger Kálmán magyar vadász, Afrika-kutató, útirajzíró († 1958)
- 1887 – Breuer György magyar ornitológus († 1955)
- 1892 – Zsirai Miklós Kossuth-díjas nyelvész († 1955)
- 1895 – Lin Jü-tang kínai író († 1976)
- 1900 – Helen Hayes kétszeres Oscar-díjas amerikai színésznő († 1993)
- 1903 – Károly belga herceg I. Albert király fia, 1944–1950 között Belgium régense († 1983)
- 1903 – Horváth István költő († 1977)
- 1911 – Clare Hollingworth angol újságíró, haditudósító († 2017)
- 1912 – Radó György magyar író, műfordító, irodalomtörténész († 1994)
- 1913 – Claude Simon Nobel-díjas francia író († 2005)
- 1913 – Joe Simon amerikai képregényíró, rajzoló és szerkesztő († 2011)
- 1917 – Thelonious Monk amerikai jazz-zongorista, zeneszerző († 1982)
- 1921 – James Clavell ausztrál származású író, a „Tajpan”, „Sógun” szerzője († 1994)
- 1923 – Sándor Judit opera-énekesnő (mezzoszoprán) († 2008)
- 1926 – Ralph Liguori amerikai autóversenyző († 2020)
- 1930 – Eugenio Castellotti olasz autóversenyző († 1957)
- 1930 – Harold Pinter Nobel-díjas angol író († 2008)
- 1930 – Temes Judit olimpiai bajnok magyar úszónő († 2013)
- 1934 – Hervay Gizella magyar költő († 1982)
- 1936 – Gerhard Ertl német fizikus
- 1938 – Szilágyi István Kossuth-díjas romániai magyar író, a nemzet művésze († 2024)
- 1945 – Monori Lili Jászai Mari-díjas magyar színésznő, érdemes művész
- 1946 – Charles Dance angol színész
- 1950 – Nora Roberts amerikai írónő
- 1952 – Siegfried Stohr olasz autóversenyző
- 1953 – Schmidt Mária Széchenyi-díjas magyar történész
- 1956 – Bakai László Jászai Mari-díjas magyar színész
- 1957 – Niklesz Ildikó magyar bábművész, színésznő
- 1961 – Martin Kemp, angol színész, rendező, zenész, műsorvezető, Spandau Ballet basszusgitárosa
- 1963 – Kiss Ottó költő, író
- 1965 – Toshi japán zenész, az X Japan együttes énekese
- 1966 – Tony Adams angol labdarúgó
- 1977 – Pomper Tibor magyar labdarúgó
- 1980 – Camilo Becerra kolumbiai úszó
- 1983 – Juan Pedro Gutierrez Llanas kolumbiai műugró
- 1985 – Kyle Switzer kanadai színész
- 1986 – Fekete Dávid énekes, a Megasztár 4. második helyezettje
- 1986 – Lucy Griffiths(wd) angol színésznő

## Halálozások
- 1744 – Johann Heinrich Schulze német polihisztor, a fényképezés kémiai alapelvének felfedezője (* 1687)
- 1837 – Charles Fourier francia társadalomfilozófus, az utópista szocializmus képviselője (* 1772)
- 1849 – Csány László magyar politikus, az Országos Honvédelmi Bizottmány minisztere, Erdély kormánybiztosa, az 1848–49-es szabadságharc vértanúja (* 1790)
- 1849 – Jeszenák János politikus, kormánybiztos az 1848–49-es szabadságharc vértanúja (* 1800)
- 1872 – William H. Seward politikus, az USA külügyminisztere (* 1801)
- 1913 – Adolphus Busch, az Amerikai Egyesült Államok legnagyobb sörbárója, a Budweiser gyártója. (* 1839)
- 1921 – Schulhof Lipót magyar származású francia csillagász (* 1847)
- 1927 – Stromfeld Aurél magyar honvédtábornok, vezérkari főnök (* 1878)
- 1942 – Hunyady Sándor magyar író (* 1890)
- 1963 – Édith Piaf francia sanzonénekesnő (* 1915)
- 1965 – Badalik Sándor Bertalan veszprémi püspök (* 1890)
- 1970 – Édouard Daladier francia politikus, miniszterelnök (* 1884)
- 1972 – Végh Dezső grafikus, festő (* 1897)
- 1979 – Angyal László magyar zeneszerző (* 1900)
- 1983 – Sir Ralph Richardson angol színész (* 1902)
- 1985 – Yul Brynner orosz születésű Oscar-díjas amerikai színész (* 1920)
- 1985 – Orson Welles Oscar-díjas amerikai filmrendező, színművész (* 1915)
- 2000 – Farkas Ferenc kétszeres Kossuth-díjas magyar zeneszerző (* 1905)
- 2004 – Christopher Reeve amerikai színész, „Superman” alakítója (* 1952)
- 2011 – Ujlaky Károly magyar színész  (* 1944)
- 2011 – Dalos László Táncsics Mihály-díjas és Aranytoll díjas magyar újságíró, író, Nádasdy Kálmán-díjas opera műfordító, zenei szövegíró (* 1924)
- 2014 – Fülöp Zsigmond Jászai Mari-díjas magyar színművész, érdemes művész (* 1935)
- 2018 – Varga Rita magyar színésznő, énekesnő, előadóművész (* 1961)
- 2021 – Kálmán László magyar nyelvész (* 1957)

## Nemzeti ünnepek, emléknapok, világnapok
- A lelki egészség világnapja (1994 óta)
- A halálbüntetés elleni harc világnapja
- Tajvan nemzeti ünnepe
- A Fidzsi-szigetek függetlenségi napja

## Népszokás
- A háziasszonyok ma nyírfaágat tesznek a kotlós fészkébe, hogy ha kikelnek a csibék, el ne pusztuljanak.